# Buckenhof
Buckenhof is a town thuộc huyện Erlangen-Höchstadt, trong bang Bayern, nước Đức. Đô thị Buckenhof có diện tích 1,38 km², dân số thời điểm 31 tháng 12 năm 2006 là 3279 người.